# ویپل ۱۹۴۰
سیارک ۱۹۴۰ (به انگلیسی: 1940 Whipple، نامگذاری:1975CA) هزار و نهصد و چهلمین سیارک کشف شده‌است که در ۲ فوریه ۱۹۷۵ کشف شد.
قدر مطلق سیارک برابر ۱۱٫۰۰ است.